# Drolh
Drolh (en francès Droux) és un municipi francès situat al departament de l'Alta Viena i a la regió de la Nova Aquitània.

## Demografia
| 1962                                       | 1968 | 1975 | 1982 | 1990 | 1999 | 2007 |
| ------------------------------------------ | ---- | ---- | ---- | ---- | ---- | ---- |
| 640                                        | 684  | 577  | 512  | 493  | 425  | 418  |
| Des de 1962: població sense dobles comptes |      |      |      |      |      |      |

## Administració
| Període   | Identitat          | Partit |
| --------- | ------------------ | ------ |
| 1989-2008 | Jean-Claude Fauvet | PCF    |
| 2008-     | Francis Bottemer   |        |